# IFRS 16
IFRS 16 «Аренда» — международный стандарт финансовой отчетности, устанавливающий порядок подготовки и представления финансовой отчётности в части аренды, действует с 01.01.2019 года.

## История создания
В июле 2006 года добавлены в повестку дня СМСФО. 19 марта 2009 года опубликовано Дискуссионный документ DP/2009/1 «Аренда: предварительные соображения», комментарии принимались до 17 июля 2009 года. 17 августа 2010 года опубликован Проект стандарта ED/2010/9 «Аренда», комментарии по которому принимались до 15 декабря 2010 года. 21 июля 2011 года СМСФО и Совет по стандартам финансового учета США совместно объявили о намерении повторно выставить проект на обсуждение в 2012 году. 16 мая 2013 года опубликован Проект стандарта ED/2013/6 «Аренда», комментарии по которому принимались до 13 сентября 2013 года. 13 января 2016 года был опубликован стандарт IFRS 16 «Аренда», вступивший в силу с 01.01.2019 года. Стандарт заменил стандарт IAS 17 «Аренда», IFRIC 4 «Порядок определения наличия в соглашении признаков аренды», SIC 15 «Операционная аренда — стимулы», SIC 27 «Оценка содержаний операций, связанных с юридической формой аренды».

## Цель
Цель стандарта — установить принципы подготовки и представления финансовой отчётности в части аренды, разрешение вопросов пользователей финансовой отчетности в отношении разницы в методах учёта операционной и финансовой аренды.

## Сфера применения стандарта
Стандарт по аренде распространяется на все её виды, включая аренду права использования активов по договорам субаренды, за исключением:
- договоров аренды, связанных с разведкой и использованием ископаемых, невозобновляемых ресурсов (это в рамках IFRS 6);
- соглашений, связанных с IFRIC 12 «Концессионные соглашения о предоставлении услуг»;
- лицензий на интеллектуальную собственность (это в рамках IFRS 15), прав по лицензионным соглашениям (на них распространяется IAS 38);
- договоров аренды биологических активов (на них распространяется IAS 41).

Арендатор вправе принять решение о неприменении требований стандарта в отношении следующих позиций :
- краткосрочная аренда; и

- аренда, в которой базовый актив имеет низкую стоимость.

## Определения
Договор аренды — соглашение с правом контроля использования идентифицированного актива в течение определенного периода времени за вознаграждение. Контроль перешёл к клиенту, когда клиент имеет право получать практически все экономические выгоды и управлять использованием данным активом (иметь полномочия).
Срок аренды — период аренды, не подлежащей досрочному прекращению, включая периоды продления аренды, когда у арендатора существует обоснованная уверенность в том, что право будет реализовано, включая периоды, на которые распространяется право расторжения договора, если у арендатора существует обоснованная уверенность в том, что данное право не будет реализовано. Срок аренды пересматривается, если её период был изменен.
Идентифицированный актив — актив, определённый в явной форме в соглашении или в неявной форме в момент предоставления его в пользование клиента. Если поставщик наделён реальными правами замены актива в течение периода использования, то актив не считается идентифицированным.
Право поставщика на замену актива является реальным, если поставщик имеет практическую возможность заменить актив на аналогичный в течение периода использования, и поставщик получит экономическую выгоду от реализации своего права на замену актива, включая основную продукцию и побочные продукты, а также иные экономические выгоды от осуществления коммерческой операции с третьей стороны.
Право распоряжения использования идентифицированного актива в течение периода его использования выполняется, если клиент имеет право распоряжаться активом каким-либо образом и в своих целях, или если решение об использования актива приняты заранее и клиент имеет право эксплуатировать актив в течение периода использования или способ и цели использования определены заранее.

## Признание аренды
В рамках договора аренды арендатор признаёт как актив в рамках права использования, так и обязательство по его аренде на дату передачи актива в пользование в отчёт о финансовом положении. Сумма признанного актива состоит из:
- первоначальной оценки обязательства по аренде;
- арендных платежей арендодателю, сделанных на дату начала аренды или до неё, за минусом стимулов для заключения договора аренды;
- первоначальных прямых затрат, понесённых арендатором;
- затрат при демонтаже и выбытии актива, восстановлении актива.

После первоначального признания компания оценивает актив, используя модель учёта по себестоимости (где признаётся амортизация и расходы по обесценению в отчёте о прибылях и убытках), или модель учёта по переоцененной стоимости согласно IAS 16 (где признаётся переоценка в прочем совокупном доходе), или модель учёта по справедливой стоимости согласно IAS 40.
Обязательство по аренде оценивается по приведённой стоимости арендных платежей, дисконтированных с использованием ставки, заложенной в договоре аренды или по ставке привлечения дополнительных заёмных средств арендатором, в том числе:
- фиксированные платежи (фиксированные по сути) за минусом стимулов при заключении договора аренды;
- переменные арендные платежи, зависимые от индекса или ставки;
- выплаты в гарантированной ликвидационной стоимости;
- стоимости исполнения опциона на покупку;
- штрафы за расторжение договора аренды.

После первоначального признания арендатор увеличивает обязательства по аренде на начисленные проценты (учитываемые в отчете о прибылях и убытках), уменьшает на сумму арендных платежей и переоценивает балансовую стоимость для отражения переоценки,
изменения условий аренды или пересмотра платежей, фиксированных по сути.
Арендатор переоценивает обязательство по аренде при:
- изменение ожидаемой суммы выплаты в отношении гарантированной ликвидационной стоимости;
- изменение будущих арендных платежей в связи с изменением индекса или ставки, используемых для определения данных платежей;
- изменение срока аренды;
- изменение оценки опциона на покупку актива, являющегося предметом договора аренды

## Раскрытие информации
Компании раскрывают:
- амортизационные выплаты по активу;
- процентные расходы по обязательствам по аренде;
- расходы, относящиеся к краткосрочной аренде;
- расходы, относящиеся к аренде активов с низкой стоимостью;
- расходы, относящиеся к переменным арендным платежам, не включенным в оценку обязательств по аренде;
- доход от субаренды права использования активов;
- общий отток денежных средств по аренде;
- поступления активов, представляющих собой право использования;
- прибыль или убытки от операций продажи c обратной арендой;
- балансовая стоимость активов, представляющих собой право использования, на конец отчетного периода по классам активов, являющихся предметом договоров аренды.

Финансовая аренда
Арендодатель классифицирует аренду как операционную или финансовую. В случае финансовой аренды, когда практически все риски и выгоды переданы арендатору, арендодатель признаёт в отчете о финансовом положении активы, находящиеся в финансовой аренде на дату начала аренды и представляет их как дебиторская задолженность в сумме чистых инвестиций в аренду, состоящей из дебиторской задолженности по аренде, оцененной по приведенной стоимости арендных платежей и остаточного актива, оцененного по приведенной ликвидационной стоимости, начисляемой арендодателю. После первоначального признания арендодатель признаёт финансовый доход в течение срока аренды при неизменной периодической норме доходности по чистым инвестициям арендодателя в финансовую аренду.
Операционная аренда
Арендодатель признаёт арендные платежи от операционной аренды в качестве дохода либо равномерно, либо по другой систематической основе, и представляет в своём отчете о финансовом положении активы по договорам операционной аренды.
Операции продажи с обратной арендой
Если передача активов при продаже с обратной арендой соответствует критериям IFRS 15, то продавец-арендатор признает актив по стоимости, рассчитанной пропорционально части предыдущей балансовой стоимости актива (прибыль/убыток при выбытии отражается только в отношении тех прав использования, которые были переданы покупателю-арендодателю), а покупатель-арендодатель учитывает покупки актива согласно IAS 16. Если не соответствует критериям IFRS 15, то продавец-арендатор продолжает признавать актив и финансовое обязательство, а покупатель-арендодатель признает финансовый актив в отношении выполненного платежа.

## Учёт сервисного элемента договора аренды
Когда договор аренды содержат два элемента: арендный и сервисный, то оба элемента выделяются, а платежи распределяются на оба элемента. Сервисный элемент можно не выделять, если сервисный элемент является не значительным.